# Первая англо-майсурская война
Первая англо-майсурская война — война на индийском субконтиненте между княжеством Майсур и Британской Ост-Индской компанией. Война была спровоцирована низамом Хайдарабада, Асафом Джахом II, который стремился отвлечь руководство компании от попыток получить контроль над Северными Сиркарами.

## Предыстория
Восемнадцатый век стал периодом великих потрясений на индийском субконтиненте. В начале века большая часть субконтинента оказалась под контролем Могольской империи, но после смерти в 1707 году императора Аурангзеба империя начала распадаться, активизировалась борьба между наместниками и другими местными правителями за территорию. В 1740-х и 1750-х годах французские и британские колониальные компании стали более активно участвовать в этих локальных конфликтах, а также в войнах за Карнатик. Англичане укрепились в Бомбее, Мадрасе и Калькутте, но в то же время они не смогли устранить влияние других колониальных держав. В Мадрасе также было сильным влияние наваба Карнатика, Мухаммеда Али Хана Валладжаха, территория которого окружала город. Другой крупной державой на востоке было Хайдарабад, бывшее вице-королевство Империи Моголов, которое было провозглашено независимым государством в 1720-х годах. В Майсуре номинально правили представители династии Водеяр, но в 1761 году княжеством стал руководить военачальник Хайдер Али.
Каждая из этих держав была заинтересована в ослаблении соседа, и поэтому стремилась привлечь вооружённые силы французских и британских колониальных компаний на свою сторону. Колониальные державы же стремились влиять на местные власти, чтобы получить либо прямой контроль над их территорией, либо часть доходов из бюджета территории, которая номинально контролировалась местным правителем, но платило дань за финансовую и военную поддержку. Европейская военная подготовка была на порядок лучше, чем местная. Это было особенно важно, так как небольшое войско из хорошо обученных европейских солдат могло нанести поражение значительно большей по численности индийской армии, которая состояла из плохо обученной пехоты и кавалерии.

## Причины войны
Британская Ост-Индская компания, желая создать связь по суше между своими полуанклавами в Мадрасе и Бенгалии, стремилась получить контроль над Северными Сиркарами (англ. Northern Circars — ряд прибрежных территорий, принадлежавших французам до 1758 года; затем французы были вытеснены оттуда британскими вооружёнными силами). Британцы обратились к низаму, предлагая платить за территорию значительно больше, чем он получал от наваба Карнатика. Низам отклонил предложение. Лорд Роберт Клайв обратился к императору Великих Моголов Шаху Аламу II, который в августе 1765 года издал указ о предоставлении компании права на спорную территорию.
В то же время Низам вступил в союз с маратхами. Он и пешва Мадхав-рао I были обеспокоены экспансионистской угрозой со стороны Хайдера Али. С 1765 года союзники начали разрабатывать планы вторжения в княжество Майсур. Когда в марте 1766 года британцы начали занимать Северные Сиркары, низам возражал и посылал письма с угрозами к компании в Мадрас. Он хотел начать войну против компании, но из-за проблем с финансами не смог этого сделать. Вместо этого он начал вести переговоры с компанией в ноябре 1766 года. Согласно его условиям, компания получала четыре из пяти территорий Киркарсов немедленно (пятый округ Гунтур, которым руководил сын низама как джагхир, должен был перейти к компании после смерти сына). В ответ британцы должны были предоставить военную поддержку низаму на его усилиях. Один из историков описывал данное соглашение низама, как финансовую необходимость. В соответствии с этим договором, компания предоставила два батальона войск низаму.
Конфликт с участием властей Мадраса, Мухаммеда Али Хана Валладжаха и Хайдера Али перешёл в открытую стадию. Территорию, подконтрольную Мухаммеду Валладжаху, окружили англичане, также он был расстроен тем, что Хайдер занимался укрывательством его противников, в том числе его старшего брата Махфунза Хана и Раджа Сахиба, сына Чанда Сахиба (предыдущего претендента на престол Карнатика). Хайдер было раздосадован и тем, что британцы создали укрепленный форпост в Веллуру, и что компания несколько раз отвергла его предложения о союзе. Его предложение, которое он сделал в конце 1766 года, было отклонено, поскольку местные компании посчитали, что подписание данного договора противоречило бы соглашению, заключённому с низамом Хайдарабада.

## Ход войны
Война началась в январе 1767 года, когда маратхи, возможно, ожидая атаки со стороны низама, вторглись в северный Майсур. Они прошли на юг до реки Тунгабхадра, прежде чем Хайдер вступил в переговоры, чтобы положить конец вторжению. В обмен на выплату контрибуции маратхи согласились вывести войска к северу от реки Кришна; а к марту, когда низам начал своё вторжение, они уже полностью отступили с территории княжества. Историк Марк Уилкс считает, что это вторжение маратхов было осуществлено с целью подправить своё финансовое положение. Низам продвинулся до Бангалора, в сопровождении двух батальонов Ост-Индской компании под командованием полковника Джозефа Смита.
В мае Смит обнаружил, что Хайдер и низам вели переговоры насчёт создания альянса, и снял большую часть своих войск с границы в Карнатик. Сделка, состоявшаяся между двумя державами, была заключена против англичан. Хайдер заплатил низаму, в ответ тот признал Типу Султана (сына Хайдера) навабом Карнатика. Несмотря на мирное соглашение между сторонами конфликта, они всё равно не доверяли друг к другу; Хайдер Али посылал шпионов в лагерь низама.
Эти дипломатические манёвры привели к нападению на войска компании в форпосте Чангама, совместными усилиями Майсура и Хайдарабада, под командованием Хайдера Али. Несмотря на значительно превосходящие по численности войска (по британским оценкам размер армии союзников составлял 70.000, а британских — 7.000 солдат), союзники не смогли взять британский форпост и отступили с большими потерями. Затем Хайдеру удалось захватить Пухар после двух дней осады, в то время как полковник Смит отступил из Чангама в Тируваннамалай для перегруппировки сил. Хайдер попробовал осадить Туриваннамалай, но осада не удалась и он отступил 26 сентября 1767 года. С наступлением сезона дождей Хайдер решил продолжить военную кампанию, а не воспользоваться обычной практикой приостановления операций из-за сложных погодных условий для армии. После захвата нескольких форпостов он осадил город Амбур в ноябре 1767 года, заставив британцев перейти к активным боевым действиям. Британский командующий гарнизоном отказался от крупной взятки, предлагаемой Хайдером в обмен на капитуляцию, и прибытие подкрепления со стороны компании в начале декабря вынудило Хайдера снять осаду. Он отступил на север вместе с силами низама, но впал в уныние, когда весь корпус европейской конницы перешёл на сторону англичан. Неудача этой военной кампании, в сочетании с успешными британскими действиями в Северном Киркарсе в сочетании с тайными переговорами между Ост-Индийской компанией и низамом, привели к расколу между Майсуром и Хайдарабадом. Последний отозвал обратно в Хайдарабад свои войска и, в конце концов, заключил новый мирный договор с британской компанией в 1768 году. Хайдер искал пути закончить конфликт, но британцы отказались вести переговоры с ним.
В начале 1768 года бомбейское президентство организовало экспедицию в Майсур, в провинцию Малабар. Это было вызвано тем, что в середине 1760-х годов Хайдер основал небольшой флот в порту Мангалор. Этот флот, состоявший из десяти судов, дезертировал в массовом порядке из-за того, что капитаны были недовольны Лутфом Али Бегом, офицером майсурской кавалерии, в качестве командира флота. Когда Лутф Али Бег отозвал большую часть гарнизона в Мангалоре для атаки на британские цели в Хоннаваре. Британцы же воспользовались этим и заняли Мангалор при минимальных потерях. Это поражение, в сочетании с потерей союзника в лице низама Хайдарабада, побудило Хайдера выйти из Карнатика и выдвинуться до Малабара. Его сыну Типу удалось отвоевать Мангалор и другие порты, захваченные британцами. Он также стал взимать дополнительные налоги с населения, в качестве наказания за поддержку британских войск.
Во время отсутствия Хайдера в Карнатике британцы сумели захватить много территории и дойти до Диндигула. В августе 1768 года британцы также вступили в союз с маратхами. Британцы приступили к осаде Бангалора, где Хайдер находился с 9 августа. 22 августа Хайдер напал на лагерь маратхов в Оскоте, но атака была отбита с большими потерями для Майсура. Хайдер пришёл к выводу, что ему не удастся разбить войска союзников, и он отступил к Гуррабконде, где правил его двоюродный брат. Он также пытался принять дипломатические меры, чтобы снять осаду с Бангалора, предлагая заплатить дань и дать концессии на землю в обмен на мир. Британцы же предоставили другой список требований, требуя Майсура платить дань низаму Хайдарабада и передать больше земель для британской Ост-Индийской компании. Хайдер отказался иметь дело с Мухаммедом Али Хан Валладжахом. Путём переговоров сторонам не удалось найти общий язык.
3 октября 1768 года Хайдер, во время выдвижения его армии из Гурамконда назад к Бангалору, был удивлён появлением небольшого гарнизона войск низама Хайдарабада в Мулвагале, недалеко от Оскоты. Этот небольшой отряд был окружён целой армией Хайдера, однако британцы пришли на помощь союзникам. Полковник Брукс приказал вытащить две пушки на вершину холма, и закричал «Смит! Смит!» во время стрельбы из пушки. Хайдер Али подумал, что Йозеф Смит принимает участие в сражении, и решил отступить. Это позволило полковнику Вуду присоединиться к Бруксу и другим подкреплениям из Мулвагала. Только после этого Хайдер понял, что был обманут и британский войска под командованием Брукса не представляли из себя серьёзной силы. Тогда он возобновил свои атаки, но в конечном итоге был вынужден отступить понеся большие потери. Он потерял около 1.000 человек, в то время как англичане потеряли всего около 200. Полковник Смит был убежден, что он не сможет эффективно осаждать Бангалор, без предварительного нанесения крупного поражения Хайдеру в открытом бою. Должностные лица компании обвинили Смита в его неспособности нанести решающее поражение Хайдеру, и вызвали его обратно в Мадрас. Хайдер воспользовался возможностью, чтобы осадить Хосур. Когда полковник Вуд вступил в бой, Хайдер снял осаду города и напал на обоз Вуда около Багалура. Хайдер успешно захватил материалы и оружие. После этого поражения Вуд был заменён полковником Лангом.
Хайдер подтянул дополнительные силы в Майсур и перешёл в наступление. В ноябре 1768 года он разделил своё войско на две части, и возглавил поход на Карнатик, вернув контроль над многими территориями. После установления контроля над большей частью южного Карнатика его войско выдвинулось на Мадрас Это побудило британцев отправить гонца для обсуждения условий перемирия с Хайдером. Однако Хайдер Али настаивал, что наваб Карнатика должен быть исключен как сторона переговоров, из-за этого подписание мира не состоялось. Хайдер Али, возглавляя войска 6.000 кавалерии и небольшого количества пехоты, сделал за три дня переход в 210 километров до Мадраса.
Эта демонстрация силы заставила британскую Ост-Индскую компанию пробовать вести переговоры дальше, так как Мадрас был оставлен почти без защиты. Хайдер тоже искал дипломатические рычаги против маратхов, хотел заключить в британцами договор для совместных действий против них. Мирное соглашение, подписанное в Мадрасе 29 марта 1769 года, включало в себя обязательства по оказанию военной помощи союзнику в случае нападения третьей стороны.

## Сражения
- Битва за Ченгам (3 сентября 1767 года)
- Битва за Тируваннамалай (25 сентября 1767 года)
- Осада Амбура (с ноября по декабрь 1767 года)
- Битва за Оскоту (22 августа 1768 года)
- Битва за Мулвагул (4 октября 1768 года)
- Битва за Боглур (22—23 ноября 1768 года)

## Последствия
Хайдер Али, будучи вдохновлённым союзническим соглашением с англичанами, вступил в войну с маратхами в 1770 году, а затем попросил у британцев военную поддержку, когда маратхи проникли на майсурские территории. Британцы отказались помочь ему, хотя они также были втянуты в конфликт с маратхами в 1770-х годах. Княжество Майсур провоевало с маратхами до конца 1779 года, война закончилась безрезультатно, но по заключении мира оба государства договорились о союзе и выступили вместе против англичан. Это привело к началу второй англо-майсурской войны в 1780 году. Этот конфликт опустошил большую часть Карнатика, а также не смог окончательно урегулировать разногласия между княжеством Майсур и англичанами. Разрешение конфликта произошло в 1799 году, после убийства сына Хайдера — Типу, и восстановления династии Водеяров как британских клиентов.